# جاك لاندو
جاك لاندو (بالإنجليزية: Jack Landau)‏ هو مخرج أمريكي، ولد في 1924 في ليندينهورست في الولايات المتحدة، وتوفي في 16 مارس 1966 في بوسطن في الولايات المتحدة.

## وصلات خارجية
- جاك لاندو على موقع IMDb (الإنجليزية)
- جاك لاندو على موقع قاعدة بيانات برودواي على الإنترنت (الإنجليزية)
- جاك لاندو على موقع قاعدة بيانات الفيلم (الإنجليزية)